# Елементарні функції
Елемента́рні фу́нкції — клас функцій, що містить в собі степеневі функції, многочлени, показникові функції, логарифмічні функції, тригонометричні функції, обернені тригонометричні функції, а також функції, що отримуються з перелічених вище за допомогою чотирьох арифметичних операцій (додавання, віднімання, множення, ділення) та композиції, застосованих скінченну кількість разів. Наприклад, раціональні функції є відношеннями многочленів, тому вони належать до елементарних функцій. Так само до елементарних функцій належать гіперболічні та обернені гіперболічні функції.

## Властивості
Будь-яка елементарна функція є неперервною і диференційовною у своїй області визначення. Похідна елементарної функції також є елементарною функцією. З іншого боку, обернена функція та первісна елементарної функції може не бути елементарною функцією.